# Pauline Laurens
Pauline Laurens, née le 27 mai 1850 à Paris et morte le 1er janvier 1941 dans le 16e arrondissement de Paris, est une artiste peintre de la Belle Époque, spécialisée dans les portraits. Elle est reconnue également pour ses gravures à l’eau-forte. Elle expose ses œuvres au salon de Paris chaque année dès 1873 (elle a alors 22 ans), et jusqu’en 1884. Eugène-Henri Le Brun-Dalbanne, historien d'art et conservateur du Musée de Peinture de Troyes entre 1871 et 1880, écrit que la peinture de Laurens est proche des œuvres d'Antoine Watteau et de Jean-Baptiste Greuze.

## Biographie
Pauline Laurens naît en 1850 à Paris, dans une famille cultivée pour laquelle le dessin et la peinture font partie de l'éducation des jeunes filles. Elle montre très tôt des aptitudes pour le dessin et la peinture. Au XIXe siècle en France, les institutions d’enseignement artistique ferment leurs portes aux femmes peintres. L’École nationale des Beaux-Arts de Paris leur est interdite. Pauline Laurens apprend donc le dessin, la peinture et la gravure à l'eau-forte auprès d’artistes réputés des années 1870-1880 : elle est l’élève de Charles Joshua Chaplin et de Charles Albert Waltner.
Elle expose ses œuvres au Salon de peinture et de sculpture de Paris pour la première fois en 1873, puis tous les ans jusqu’en 1884. Le Salon est à la Belle Époque une manifestation annuelle incontournable : les artistes confirmés y présentent au public des œuvres préalablement examinées et acceptées par un jury. Le Salon a lieu au mois de mai au Palais des Champs-Élysées (ce Palais, également appelé Palais de l'Industrie, a été détruit à partir de 1896 et remplacé au même endroit par le Grand et le Petit Palais construits pour l’exposition universelle de 1900). Il cristallise l’intérêt de l’opinion et attire le public (520 000 visiteurs en 1876, 50 000 visiteurs certains dimanches).
Pauline Laurens est une portraitiste appréciée dans la haute société de la IIIe République. Réalisme, charme, délicatesse et fraîcheur d’émotion marquent ses œuvres.
Entre 1875 et 1880, elle réalise également de nombreuses estampes d’interprétation utilisant la technique de l’eau-forte. Elle obtient un prix en gravure-lithographie au Salon de Paris de 1877.

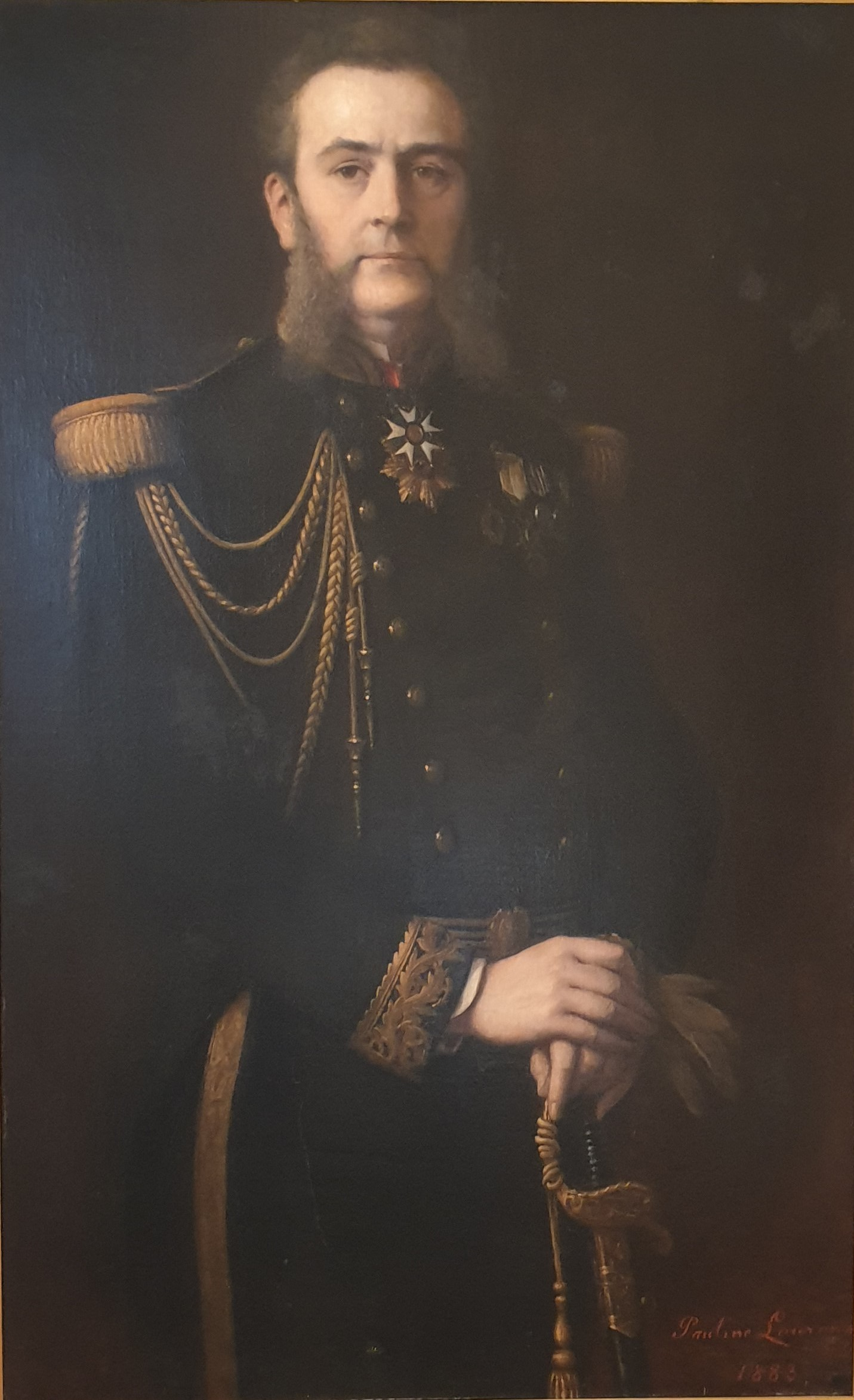
Portrait du capitaine de vaisseau Gustave Besnard, 1883.

En 1880, Pauline Laurens fait un séjour en Italie (Florence, Rome, le Vatican, Naples). Elle admire et copie les chefs-d'œuvre des églises et des palais.
En 1881, elle épouse Gustave Besnard, capitaine de vaisseau, promu au grade de vice-amiral en 1892 et qui sera Ministre de la Marine entre 1895 et 1898. Ils auront huit enfants, quatre filles et quatre garçons.
Après son mariage en 1881, alors qu'elle connaît le succès, Pauline Laurens est amenée à renoncer à vendre ses tableaux et ses eaux-fortes : à la Belle Époque, il est impensable qu'une femme d'officier supérieur exerce un métier. Mais Laurens continue à peindre des portraits de ses proches.
Dans les années 1880 et 1890, Pauline Laurens exécute des portraits de ses enfants, qu'elle signe de son nom de jeune fille, manière d'exprimer son indépendance. Ces portraits, demeurés dans la famille, témoignent du degré de virtuosité du peintre, qui réussit à capter sur la toile les traits de jeunes modèles toujours prompts à s’agiter.

## Collections publiques
- Musée des Beaux-Arts et d’Archéologie de Troyes (musée Saint-Loup) : Rosette et Dick (1875), huile sur toile, numéro d’inventaire 875.6, référence base Joconde 000PE033148

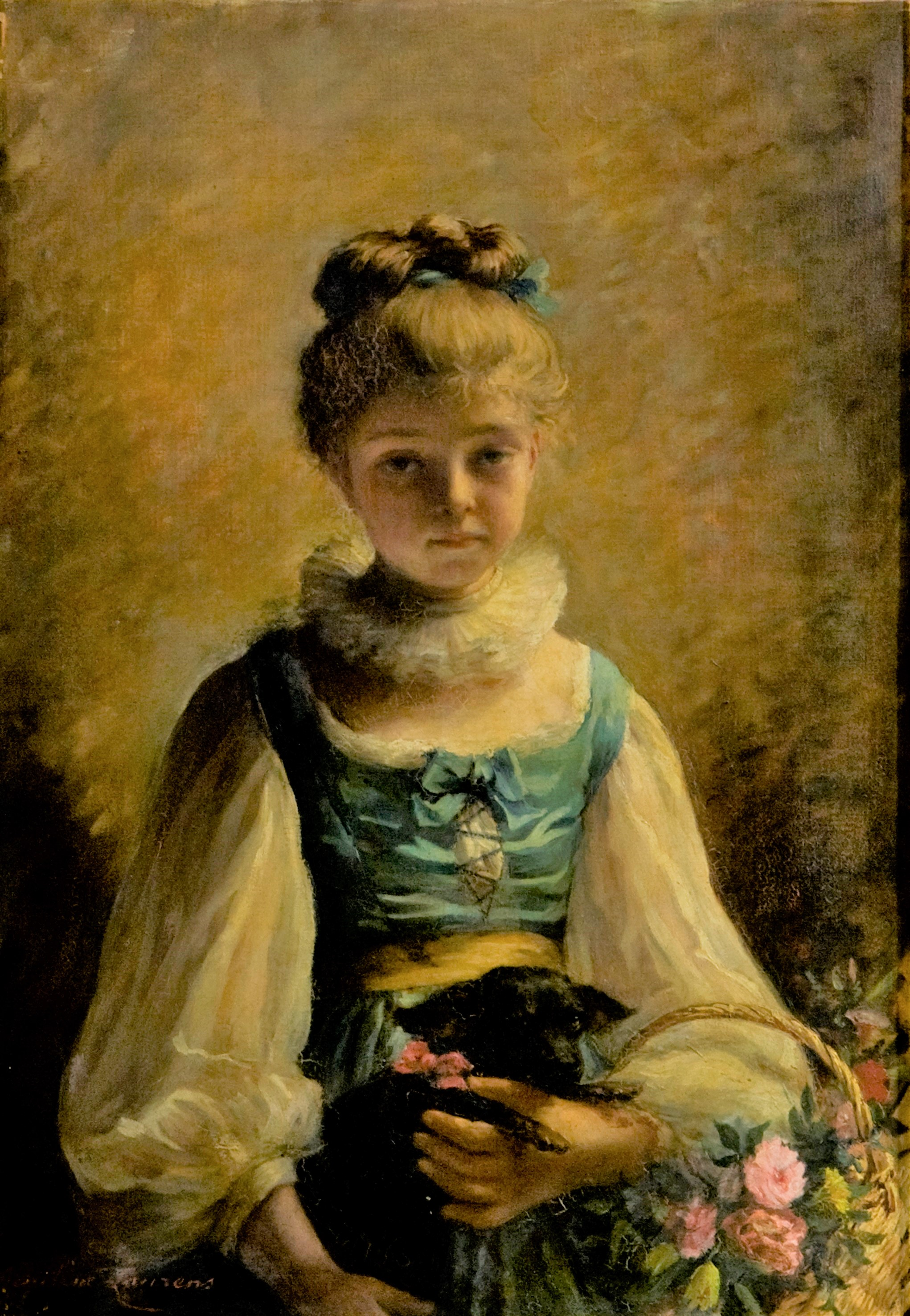
Rosette et Dick, 1875.

- British Museum : Portrait de M. Chaplin, d’après un tableau de Gustave Ricard, estampe d’interprétation, technique de l’eau-forte, numéro d’inventaire 1880.0214.196[7]
- Philadelphia Museum of Art : Poverella ! d’après un tableau de Pauline Laurens, estampe d’interprétation, technique de l’eau-forte, numéro d’inventaire 1985-52-17906
- Petit Palais, musée des Beaux-Arts de la Ville de Paris : Jeune femme jouant de la guitare, d’après un tableau de Charles Chaplin, estampe d’interprétation, technique de l’eau-forte, numéro d’inventaire PPG1589[8]
- Petit Palais, musée des Beaux-Arts de la Ville de Paris : Fillette écrivant, d’après un tableau de Charles Chaplin, estampe d’interprétation, technique de l’eau-forte, numéro d’inventaire PPG1590[9]
- Petit Palais, musée des Beaux-Arts de la Ville de Paris : Portrait de fillette dans un médaillon, d’après un tableau de Charles Chaplin, estampe d’interprétation, technique de l’eau-forte, numéro d’inventaire PPG1591(1)[10]
- Petit Palais, musée des Beaux-Arts de la Ville de Paris : Portrait de femme, d’après un tableau de Charles Chaplin, estampe d’interprétation, technique de l’eau-forte, numéro d’inventaire PPG1591(2)[11]
- Petit Palais, musée des Beaux-Arts de la Ville de Paris : La jeune mère, estampe d’interprétation, technique de l’eau-forte, numéro d’inventaire PPG1592(2)[12]
- Fine Arts Museums of San Francisco : Portrait de M. Chaplin, d’après un tableau de Gustave Ricard, estampe d’interprétation, technique de l’eau-forte[13]
- Musée Gassendi de Digne-les-Bains : Poverella !, d’après un tableau de Pauline Laurens, estampe d’interprétation, technique de l’eau-forte

## Collections privées

### Peintures
- Une distraction, huile sur toile, exposé au Salon de Paris de 1873 sous le numéro 882[14]
- Poverella !, huile sur toile, exposé au Salon de Paris de 1874 sous le numéro 1102[15]

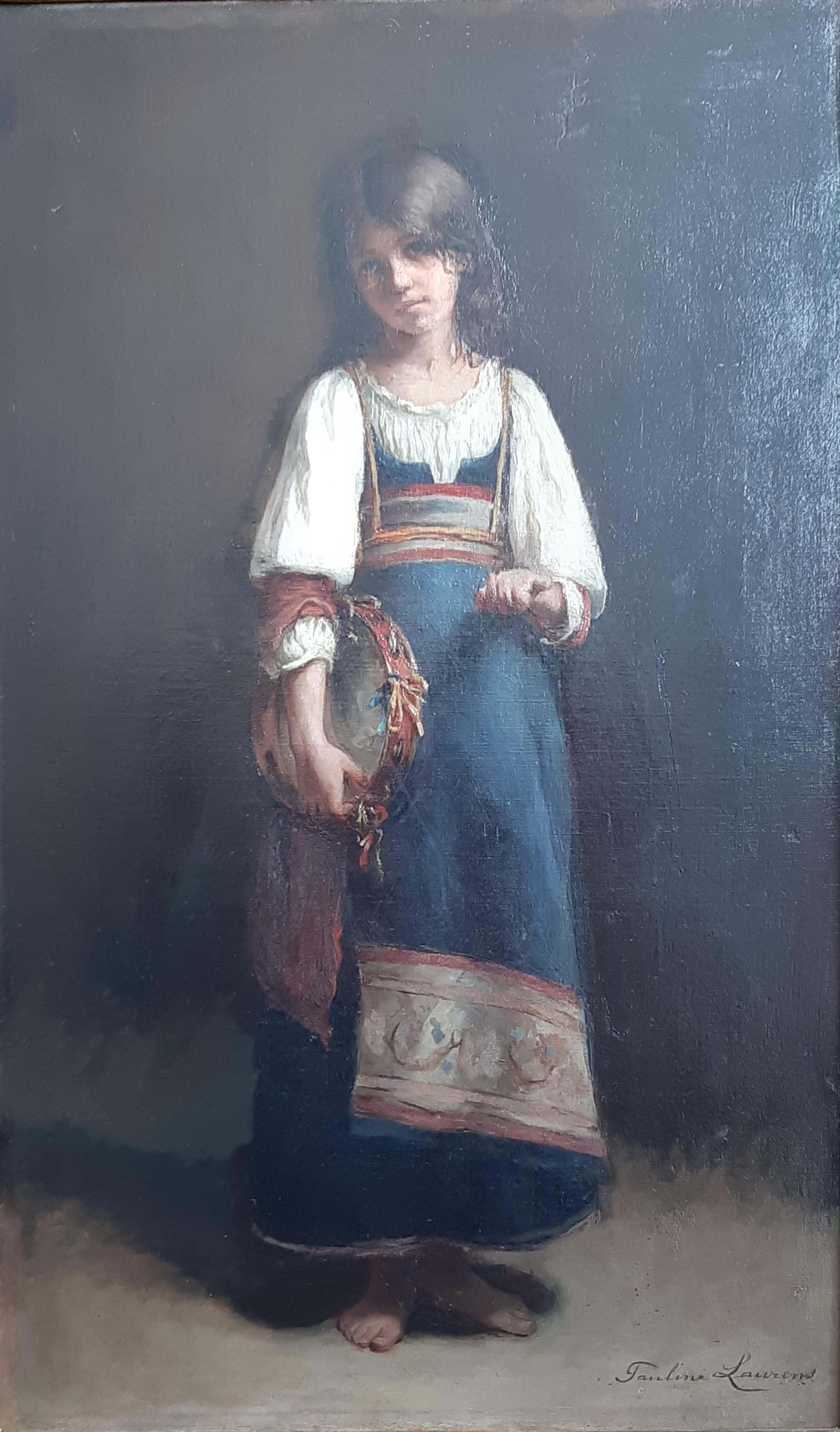
Poverella !, 1874. Le tableau représente une jeune fille mendiante qui tient un tambourin dans sa main droite.

- Joueuse de mandoline (1875), huile sur toile, exposé au Salon de Paris de 1875 sous le numéro 1257[16]
- Béatrix (1875), huile sur toile, exposé au Salon de Paris de 1875 sous le numéro 1258
- Autoportrait (1875), huile sur toile
- La Liseuse, huile sur toile
- Betsy, la boutiquière (1876), huile sur toile, exposé au Salon de Paris de 1876 sous le numéro 1211[17]
- Portrait de Madame L. (1877), huile sur toile, exposé au Salon de Paris de 1877 sous le numéro 1232[18]
- Portrait d’enfant au nœud rouge (1877), huile sur toile
- Portrait de Mademoiselle M. B. (1878), huile sur toile, exposé au Salon de Paris de 1878 sous le numéro 1338[19]
- Une page attachante (1879), huile sur toile, exposé au Salon de Paris de 1879 sous le numéro 1795[20]
- Rêverie (1879), huile sur toile, exposé au Salon de Paris de 1879 sous le numéro 1796
- Müngyn (1880), huile sur toile, exposé au Salon de Paris de 1880 sous le numéro 2156. Dimensions de l'œuvre : H. 115, L. 87 cm[21]
- Portrait de Mademoiselle Marguerite B. (1880), huile sur toile, exposé au Salon de Paris de 1880 sous le numéro 2157. Dimensions de l'œuvre : H. 24, L. 19 cm
- Portrait de Madame Boullaire, soeur de l'artiste (1881), huile sur toile, exposé au Salon de Paris de 1881 sous le numéro 1347[22]
- Portrait de Monseigneur Bagnoud, évêque de Bethléem, huile sur toile, exposé au Salon de Paris de 1881 sous le numéro 1348
- Portrait de Mademoiselle Jeanne T. (1882), huile sur toile, exposé au Salon de Paris de 1882 sous le numéro 1563[23]
- Portrait du capitaine de vaisseau Gustave Besnard (1883), huile sur toile, exposé au Salon de Paris de 1884 sous le numéro 1426[24]
- Portrait de Jacques Besnard, fils de l’artiste (1891), huile sur toile
- Portrait d’Hélène Besnard, fille de l’artiste (1891), huile sur toile

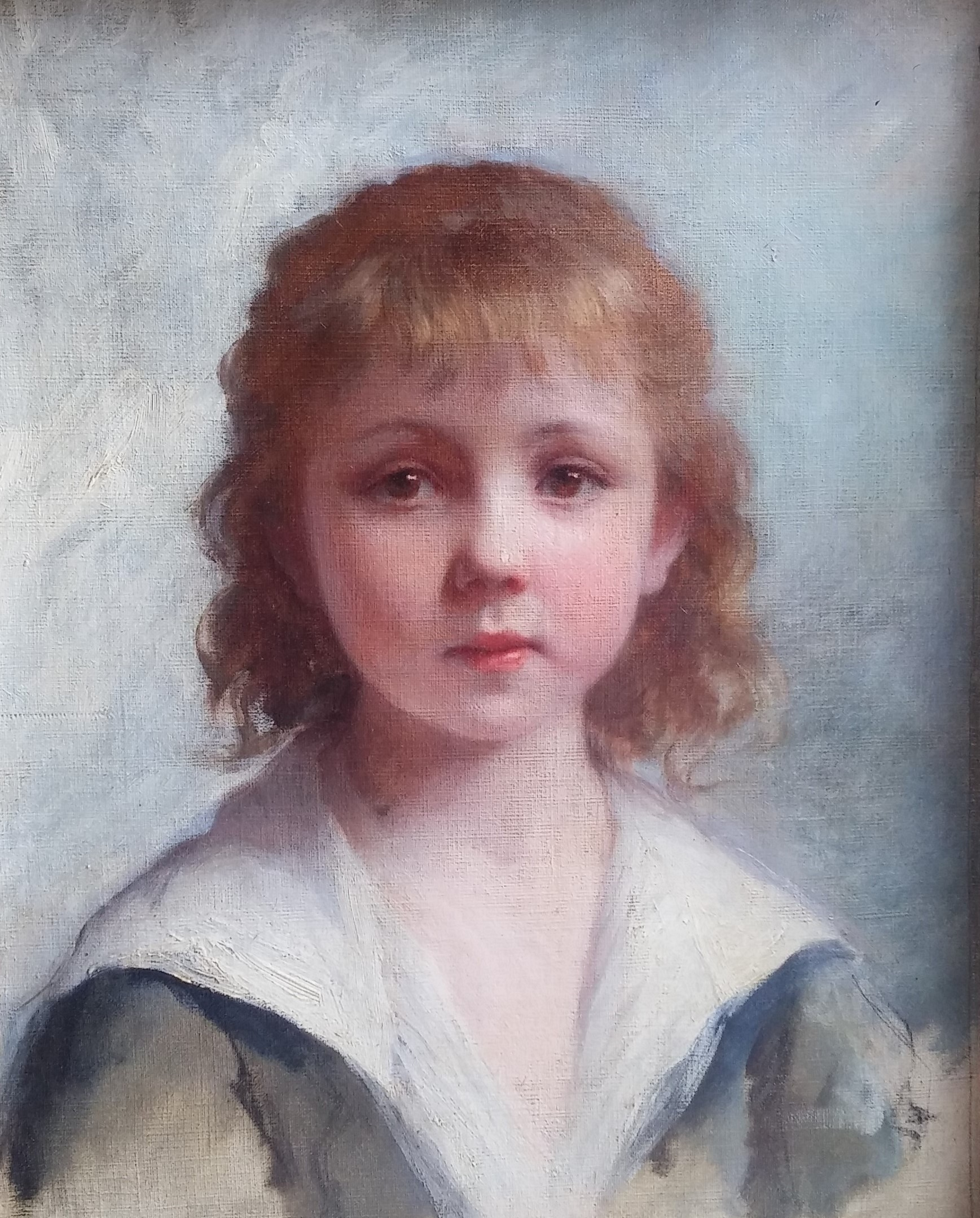
Portrait d'Hélène Besnard, fille de l'artiste, 1891.

### Estampes
Estampes d’interprétation utilisant la technique de l’eau-forte :
- Jeune fille, d’après un tableau de Charles Chaplin, eau-forte exposée au Salon de Paris de 1875 sous le numéro 3726
- Colombine, d’après un tableau de Madeleine Lemaire, eau-forte exposée au Salon de Paris de 1875 sous le numéro 3726
- Tête de vieille femme, d'après L. Hugo, eau-forte, vers 1875[26]
- Poverella !, d’après un tableau de Pauline Laurens, eau-forte exposée au Salon de Paris de 1875 sous le numéro 3726
- Jeune femme jouant de la guitare, d’après un tableau de Charles Chaplin, eau-forte exposée au Salon de Paris de 1876 sous le numéro 3893
- Portrait de Madame Boullaire, sœur de l'artiste, d’après un tableau d’Amaury-Duval, eau-forte exposée au Salon de Paris de 1876 sous le numéro 3894
- L’Étude, d’après un tableau de Charles Chaplin, eau-forte exposée au Salon de Paris de 1877 sous le numéro 4454
- Une École au Caire, d’après un tableau d’Henriette Browne, eau-forte exposée au Salon de Paris de 1877 sous le numéro 4455

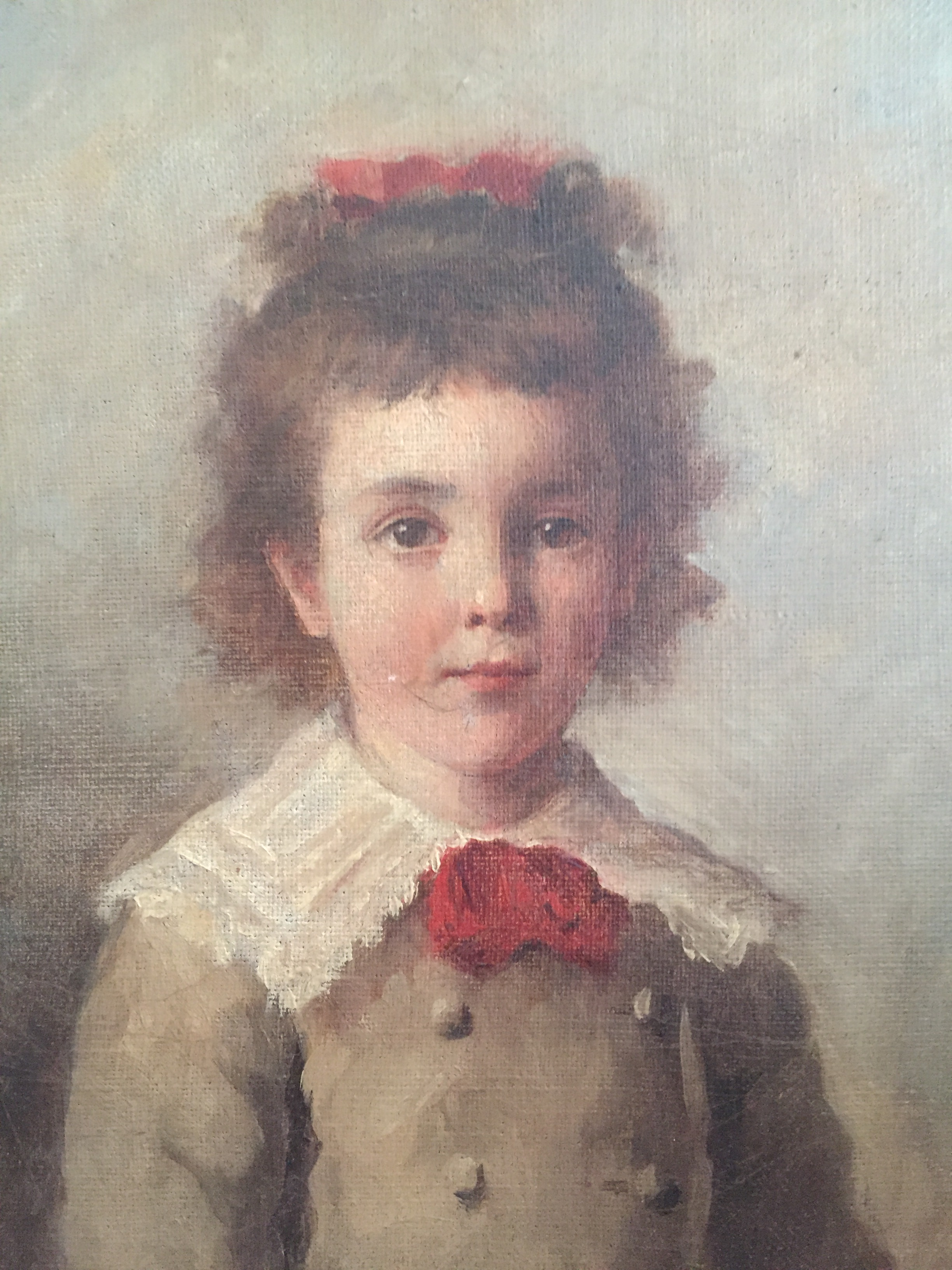
Portrait d'enfant au nœud rouge, 1877.

- Portrait d'enfant au nœud rouge, 1877.Portrait de Mademoiselle de B., d’après un tableau de Charles Chaplin, eau-forte exposée au Salon de Paris de 1878 sous le numéro 4854
- Portrait de Mademoiselle de G., d’après un tableau de Charles Chaplin, eau-forte exposée au Salon de Paris de 1878 sous le numéro 4855
- Portrait de M. Chaplin, d’après un tableau de Gustave Ricard, eau-forte exposée au Salon de Paris de 1879 sous le numéro 5712
- Portrait de Madame la Vicomtesse de C., d’après un tableau de Charles Chaplin, eau-forte exposée au Salon de Paris de 1880 sous le numéro 7058

## Réception critique

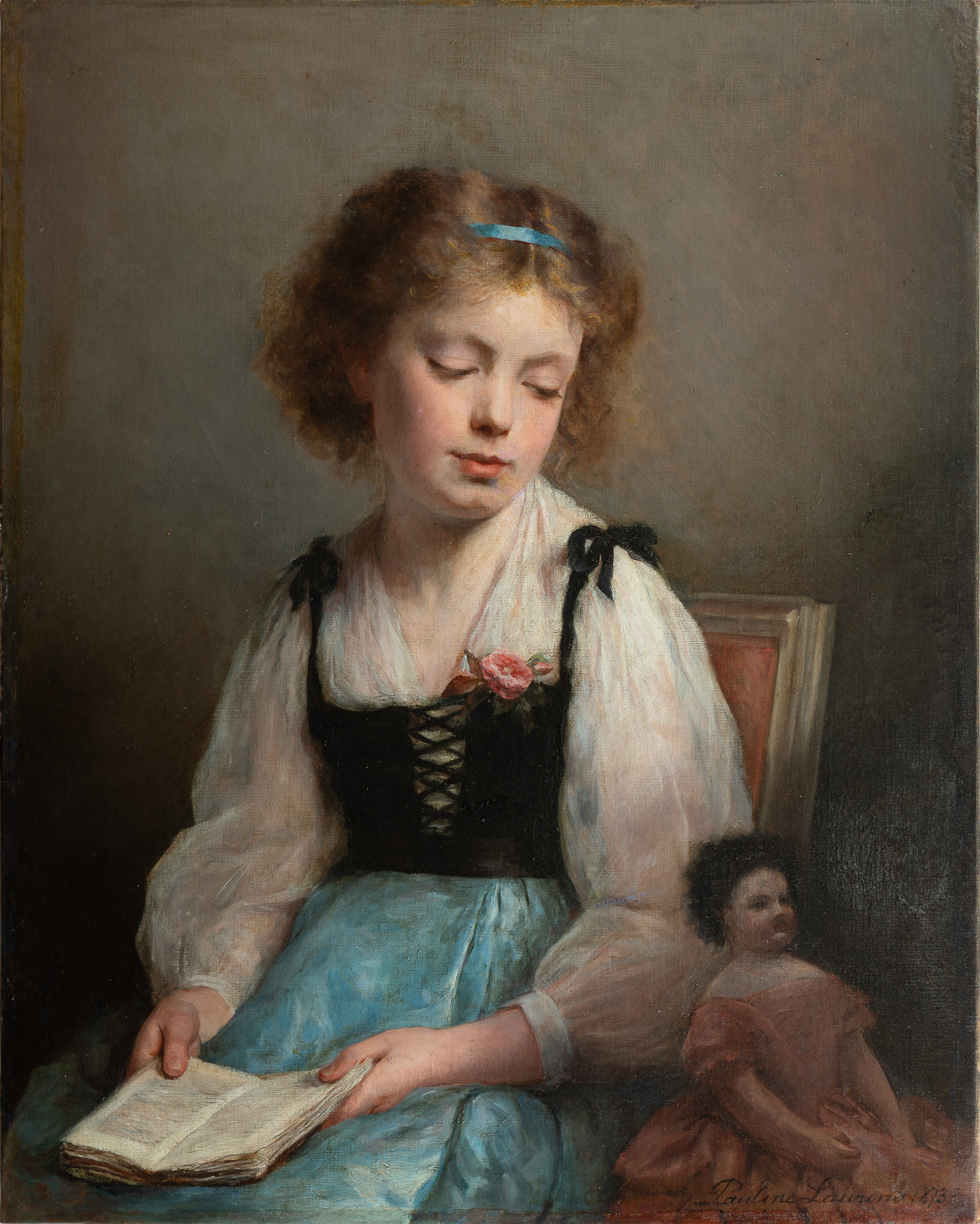
Une distraction, 1873.

Eugène-Henri Le Brun-Dalbanne, historien d'art et conservateur du Musée de Peinture de Troyes entre 1871 et 1880, commente ainsi le tableau Rosette et Dick acquis en 1875 pour le Musée de Troyes : « Faire penser à Watteau, éveiller le souvenir de Greuze, en rappelant Chaplin, et toutefois rester soi-même, n’est pas un médiocre talent. Mlle Pauline Laurens l’a eu dans son joli tableau intitulé : Rosette et Dick. […] Mlle Pauline Laurens, qui dessine et qui peint avec une grande sûreté, n’en est plus à compter ses succès. Admise à tous les salons auxquels elle a présenté ses œuvres, elle est destinée à augmenter la pléiade de ces femmes artistes qui, sensibles, intelligentes, douées, savent prouver que l’art n’est pas un vain amusement pour elles. »
Dans son ouvrage critique Les femmes artistes au Salon de 1878 et à l'Exposition universelle, Anatole Alès écrit (sous le pseudonyme de Jean Alesson) à propos du Portrait de Mademoiselle M. B. exposé au Salon de 1878 : « Nous signalerons, parmi les derniers portraits d'enfant, celui qu'a signé Pauline Laurens, représentant une toute jeune demoiselle en velours gris relevé d'un nœud rouge grenade. L'enfant, qui tient un cerceau, n'est immobile que par obéissance. La vie ne l'a pas abandonnée. C'est une belle peinture, très distinguée » (page 14), puis, page 29 : « Désertion générale à la gravure ! Seule, Pauline Laurens peut être citée avec justice »
Dans son Dictionnaire Véron, Théodore Véron écrit à propos du tableau Une page attachante exposé au Salon de 1879 : « Cette charmante jeune châtelaine, de profil, baisse sa jolie tête bien coiffée d'un chapeau de paille orné de coquelicots. Elle lit attentivement avec un air de modestie. C'est suave et poétique comme un Chaplin ». Puis, à propos du portrait Rêverie exposé au même Salon de 1879 : " La Rêverie est une bien jolie personne de face et qui rêve réellement. Oh ! qu'elle est vraiment belle et rêveuse ! et quelle poésie vous versez à pleines mains, mademoiselle ! En vérité, vous approchez de Mme Browne et du maître Chaplin ! Avec un effort, vous courez aux grandes récompenses; car vous êtes poète, mademoiselle. »